# Jonas Alströmer (1877–1955)
Jonas Magnus Alströmer, född 21 augusti 1877 i Lunda i Södermanland, död 30 november 1955 i Vadsbro i Södermanland, var en svensk friherre, diplomat och kammarjunkare.

## Biografi
Alströmer blev juris utriusque kandidat vid Uppsala universitet 1903, kammarjunkare hos kungen 1906, andre sekreterare i utrikesdepartementet 1908 och förste sekreterare 1912. 1914 utnämndes han till kammarherre. Han utnämndes till förste legationssekreterare vid Sveriges ambassad i Oslo 1918 och legationsråd vid Sveriges ambassad i London 1919. Han utnämndes 1921 till generalkonsul i Shanghai i Kina men tillträdde aldrig i den rollen. 1922 utnämndes Alströmer till envoyé i Bern och var 1924-1925 sidoackrediterad i Wien och Budapest. 1925 blev Alströmer tillförordnad envoyé vid Sveriges ambassad i Bukarest med sidoackrediteringar i Aten (1925-1933) och Belgrad (1925-1928). Han var även delegerad vid en rad internationella konferenser. 1933 blev Alströmer envoyé i disponibilitet.
Alströmer var son till friherre Jonas Alströmer och Sigrid Augusta Malvina Björkenheim. Han gifte sig 1921 med Rigmor Tvermoes (1879-1925) i hennes tredje gifte, dotter till konferensråd G.F. Tvermoes och Matilde Eskildsen. Alströmer gifte sig senare 1936 med Adine Peyron (född 1883) i hennes tredje gifte, dotter till majoren friherre Gösta Peyron och Ebba Hallenborg. Om sin tid som diplomat berättade Alströmer i den självbiografiska Diplomatminnen från tio huvudstäder 1908-1933 utgiven 1951.

## Utmärkelser

### Svenska utmärkelser
- Konung Oscar II:s och Drottning Sofias guldbröllopsminnestecken, 1907.[3]
- Konung Gustaf V:s jubileumsminnestecken med anledning av 90-årsdagen, 1948.[4]
- Konung Gustaf V:s jubileumsminnestecken med anledning av 70-årsdagen, 1928.[5]
- Kommendör med stora korset av Nordstjärneorden, 16 juni 1933.[6]
- Kommendör av första klassen av Nordstjärneorden, 19 september 1925.[7]
- Riddare av Nordstjärneorden, 1920.[8]

### Utländska utmärkelser
- Storkorset av Danska Dannebrogorden, tidigast 1931 och senast 1935.[5][9]
- Storkorset av Grekiska Fenixorden, tidigast 1931 och senast 1935.[5][9]
- Storkorset av Jugoslaviska Sankt Savaorden, tidigast 1928 och senast 1931.[5][10]
- Storkorset av Rumänska kronorden, tidigast 1931 och senast 1935.[5][9]
- Första klassen av Ungerska förtjänstkorset, tidigast 1925 och senast 1928.[10][11]
- Storofficer av Nederländska Oranien-Nassauorden, 29 november 1922.[12][11][13]
- Kommendör av Bulgariska Sankt Alexanderorden, tidigast 1921 och senast 1925.[11][13]
- Kommendör av Italienska Kronorden, tidigast 1910 och senast 1915.[3][14]
- Officer av Belgiska Kronorden, tidigast 1910 och senast 1915.[3][14]
- Officer av Franska Hederslegionen, tidigast 1918 och senast 1921.[13][15]
- Riddare av tredje klassen av Preussiska Kronorden, 1908.[2][2]
- Riddare av tredje klassen av Ryska Sankt Annas orden, 1909.[2][14]
- Fjärde klassen av Siamesiska Vita elefantens orden, tidigast 1915 och senast 1918.[3][15]
- Riddare av tredje klassen av Österrikisk-ungerska Järnkroneorden, 1909.[2][14]